# دنیس گسنر
دنیس گسنر (انگلیسی: Dennis Gassner؛ زادهٔ ۲۲ اکتبر ۱۹۴۸) یک کارگردان هنری اهل ایالات متحده آمریکا است. وی از سال ۱۹۷۹ میلادی تاکنون مشغول فعالیت بوده‌است.

## نامزدی‌ها
- باگزی (۱۹۹۱), نامزد و برنده[۱]
- بارتون فینک (۱۹۹۱), نامزد
- جاده‌ای به‌سوی تباهی (۲۰۰۲), نامزد
- قطب‌نمای طلایی (۲۰۰۷), نامزد
- به‌سوی جنگل (۲۰۱۴), نامزد